# Jan Karol Mniszech
Jan Karol Wandalin Mniszech z Wielkich Kończyc herbu własnego (ur. w 1716 roku – zm. 19 września 1759 roku) – generał lejtnant wojsk koronnych, podkomorzy wielki litewski w latach 1742–1759, łowczy koronny w latach 1736–1742, starosta halicki, jaworowski, gołąbski, sielecki, olchowiecki, kałuski, starosta szczurowiecki w 1744 roku,  ambasador Rzeczypospolitej w Imperium Osmańskim w latach 1755–1756, wolnomularz.

## Życiorys
Poseł ziemi warszawskiej na sejm konwokacyjny 1733 roku. Był członkiem konfederacji generalnej zawiązanej 27 kwietnia 1733 roku na tym sejmie. Był konsyliarzem konfederacji dzikowskiej 1734 roku.
Był posłem z ziemi łomżyńskiej na sejm 1754 roku.
Ślub brał w roku 1741. Jego żoną została: Katarzyna Zamoyska z Zamościa h. Jelita (1722–1771), (Ojciec jej: Michał Zdzisław Saryusz Zamoyski z Zamościa h. Jelita - wojewoda smoleński (1679–1735).
Dzieci:
- Elżbieta Wandalin Mniszech (1740–1767), poślubił ją; Jan Dąmbski z Dąbia herbu Godziemba, generał-adiutant dworu królewskiego (1765), generał-major wojska koronnego (1730–1769).
- Ludwika Mniszech - mąż; ks. August Sułkowski h. Sulima - wojewoda poznański (1782), generał lejtnant wojska koronnego, marszałek Rady Nieustającej, senator (ok. 1770, 1780), pisarz wielki koronny (1764), szambelan dworu królewskiego, wojewoda gniźnieński (1768), wojewoda kaliski (1778) (1729–1786).
- Michał Jerzy Wandalin Mniszech z Wielkich Kończyc h. Kończyc, cześnik korony (1777), członek Sejmu Wielkiego, hr. nadany (1783), marszałek nadworny litewski (1781), marszałek wielki koronny, sekretarz wielki litewski(1778), starosta lubelski i słonimski (1742–1806), żona: Urszula Maria Zamoyska z Zamościa h. Jelita.
- Józef Jan Wandalin Mniszech z Wielkich Kończyc h. Kończyce, chorąży wielki koronny, generał wojska koronnego, hr. nadany (1783), starosta sanocki (1742–1797), żona; ks. Marianna Ossolińska z Balic, h. Topór (1731–1802).
- Stanisław Jerzy Wandalin Mniszech z Wielkich Kończyc h. Kończyce hr. nadany (1783), chorąży wielki koronny, kanonik przemyski (1745–1806).

W 1744 roku odznaczony Orderem Orła Białego.